# Simone Augustin
Simone Augustin, geboren als Simone Roßkamp, (* 23. November 1976 in Heinsberg) ist eine deutsche Journalistin und Autorin.

## Leben
Nach dem Abitur im Jahre 1996 und ihrem Studium der Theater-, Film- und Fernsehwissenschaft, der Germanistik und der Kunstgeschichte an der Universität zu Köln mit abschließender Magisterarbeit über Quentin Tarantinos preisgekrönten Film Pulp Fiction durchlief sie verschiedene Praktika und Volontariate unter anderem beim Kölner Stadt-Anzeiger, der Kulturzeit, dem WDR, der Deutschen Welle oder bei Scholz & Friends in Berlin.
1999 nahm sie mit lyrischen Texten in der Junge Lyrik-Reihe im Martin Werhand Verlag teil. Die publizierten Gedichte wurden im Rahmen einer Lese-Reihe von verschiedenen Autoren in verschiedenen deutschen Städten vorgetragen. unter anderem im Jahre 2000 auch mit einer Lesung an der Universität zu Köln.
Nach ihrem Magisterstudium in der Domstadt am Rhein wechselte sie privat wie beruflich als Journalistin nach Berlin.
Der 2004 von ihr verfasste Beitrag: Armutsgürtel Berlin-Mitte, 88acht für den Rundfunk Berlin-Brandenburg – Das Stadtradio wurde im Mai 2005 in Anwesenheit von Friede Springer und Springer-Vorstandschef Mathias Döpfner mit dem Axel-Springer-Preis in der Kategorie Hörfunk ausgezeichnet.
2005 gehörte Simone Augustin zum 2. Jahrgang der Absolventen der Ems Electronic Media School in Berlin.
Ihre Beiträge als freie Journalistin erschienen seit 2001 in zahlreichen Presseorganen wie dem Film-Dienst, dem Kölner Stadt-Anzeiger, der taz oder beim rbb in Berlin
Im Jahr 2018 erhielt sie für ihr multimediales Recherche-Projekt "Bauzombies – Was wird aus den Ruinen unserer Stadt?" zusammen mit Daniela Lentin vom Rundfunk Berlin-Brandenburg den Deutschen Preis für Denkmalschutz in der Kategorie Journalistenpreis. Darüber hinaus wurde sie für dasselbe Projekt 2018 von der Bundesarchitektenkammer im Wettbewerb Architektur bleibt mit dem Sonderpreis geehrt.
Simone Augustin arbeitet als Journalistin und Hörfunkredakteurin in Berlin.

## Auszeichnungen
- 2005: Axel-Springer-Preis für junge Journalisten in der Kategorie Hörfunk: (RBB)[14]
- 2018: Deutscher Preis für Denkmalschutz, in der Kategorie Journalistenpreis – ausgezeichnet zusammen mit Daniela Lentin vom Rundfunk Berlin-Brandenburg[15]
- 2018: Medienpreis der Bundesarchitektenkammer "Architektur bleibt"[16]